# Danh sách vũ khí và trang thiết bị quân sự của Lực lượng mặt đất Liên Xô năm 1990
Dưới đây là Danh sách vũ khí và trang thiết bị quân sự của Lực lượng trên bộ của Liên Xô năm 1990

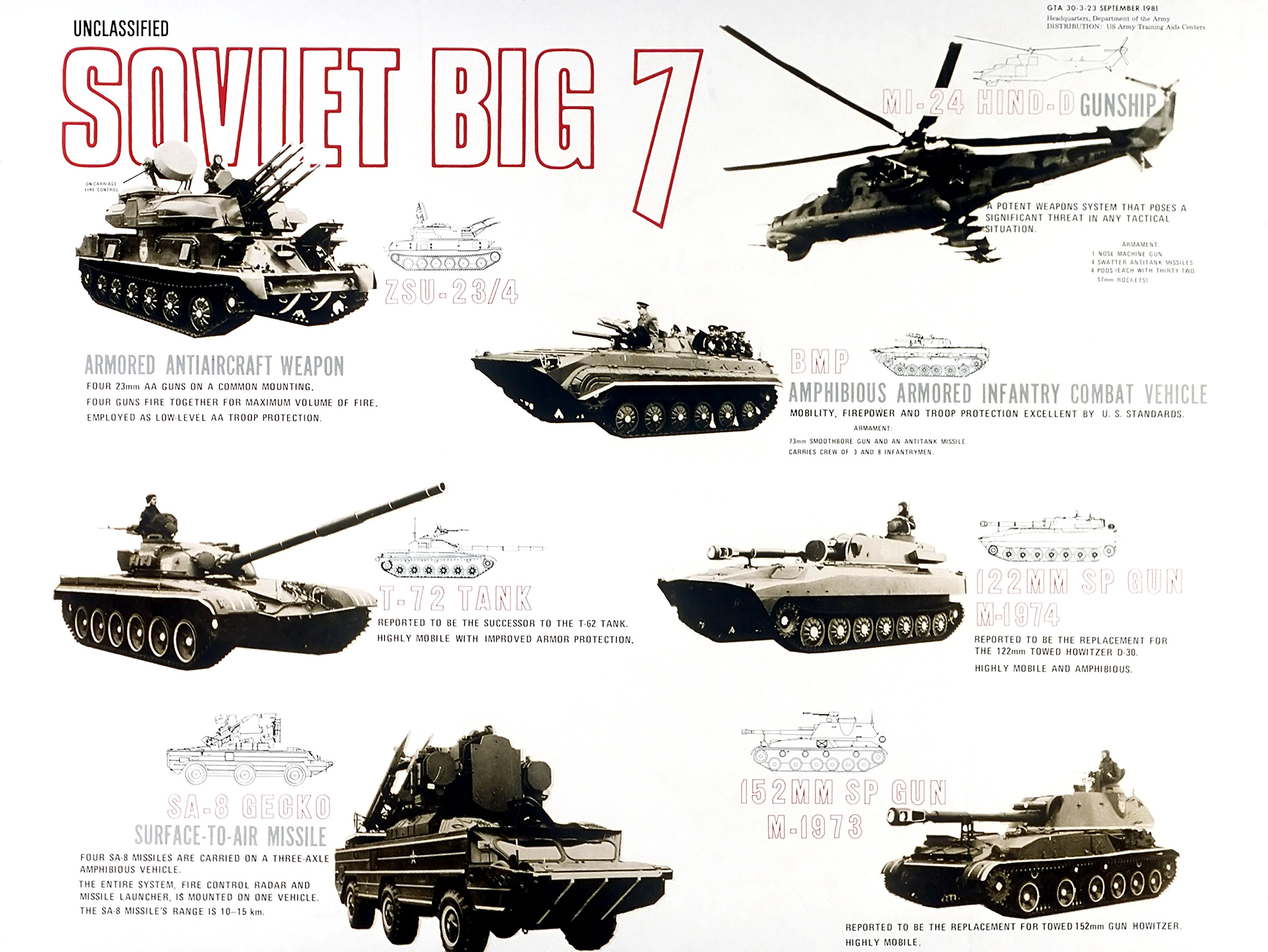
Nghiên cứu của Hoa Kỳ về bảy thứ vũ khí quan trọng nhất trong các quân dụng chiến trường của Liên Xô năm 1981.

## Xe bọc thép
| Tên                                        | Hình ảnh | Xuất xứ | Loại                      | Số lượng | Chú thích              |
| Xe tăng                                    | Xe tăng  | Xe tăng | Xe tăng                   | Xe tăng  | Xe tăng                |
| ------------------------------------------ | -------- | ------- | ------------------------- | -------- | ---------------------- |
| Т-80                                       |          | Liên Xô | Xe tăng chiến đấu chủ lực | 4.839    | Tính đến cuối năm 1991 |
| Т-72                                       |          | Liên Xô | Xe tăng chiến đấu chủ lực | 10.000   |                        |
| Т-64                                       |          | Liên Xô | Xe tăng chiến đấu chủ lực | 9.700    |                        |
| Т-62                                       |          | Liên Xô | Xe tăng hạng trung        | 11.300   |                        |
| Т-10                                       |          | Liên Xô | Xe tăng hạng nặng         | Không rõ |                        |
| IS-3М                                      |          | Liên Xô | Xe tăng hạng nặng         | Không rõ |                        |
| Т-55                                       |          | Liên Xô | Xe tăng hạng trung        | 19.000   |                        |
| Т-54                                       |          | Liên Xô | Xe tăng hạng trung        | 19.000   |                        |
| Т-34-85                                    |          | Liên Xô | Xe tăng hạng trung        | 670+     |                        |
| PT-76                                      |          | Liên Xô | Xe tăng lội nước hạng nhẹ | 1.000    |                        |
| Xe chiến đấu bộ binh, xe bọc thép chở quân |          |         |                           |          |                        |
| BTR-80                                     |          | Liên Xô | Xe bọc thép chở quân      | Không rõ |                        |
| BTR-70                                     |          | Liên Xô | Xe bọc thép chở quân      | Không rõ |                        |
| BTR-60                                     |          | Liên Xô | Xe bọc thép chở quân      | Không rõ |                        |
| МТ-LB                                      |          | Liên Xô | Xe bọc thép chở quân      | Không rõ |                        |
| BMP-1                                      |          | Liên Xô | Xe chiến đấu bộ binh      | Không rõ |                        |
| BMP-2                                      |          | Liên Xô | Xe chiến đấu bộ binh      | Không rõ |                        |
| BMP-3                                      |          | Liên Xô | Xe chiến đấu bộ binh      | ~300     |                        |

## Lực lượng pháo binh và tên lửa chiến thuật
| Tên                             | Hình ảnh     | Xuất xứ      | Loại                           | Số lượng     | Chú thích                            |
| Pháo tự hành                    | Pháo tự hành | Pháo tự hành | Pháo tự hành                   | Pháo tự hành | Pháo tự hành                         |
| ------------------------------- | ------------ | ------------ | ------------------------------ | ------------ | ------------------------------------ |
| 2S4 Tyulpan                     |              | Liên Xô      | Pháo tự hành 240mm             | 400          |                                      |
| 2S7 Pion                        |              | Liên Xô      | Pháo tự hành 203mm             | 347          |                                      |
| 2S19 "Мста-S"                   |              | Liên Xô      | Pháo tự hành 152mm             | 70           |                                      |
| 2S5 "Hyacinth-S"                |              | Liên Xô      | Pháo tự hành 152mm             | 650          |                                      |
| 2S3 Akatsiya                    |              | Liên Xô      | Pháo tự hành 152mm             | ~2000        |                                      |
| 2S1 Gvozdika                    |              | Liên Xô      | Pháo tự hành 122mm             | ~3400        |                                      |
| Pháo xe kéo                     |              |              |                                |              |                                      |
| B-4М                            |              | Liên Xô      | Lựu pháo 203mm                 | Không rõ     |                                      |
| 2А65 "Мstа-B"                   |              | Liên Xô      | Pháo 152mm                     | Khoảng 700   | Nguồn khác: 598                      |
| 2А36 "Hyacinth-B"               |              | Liên Xô      | Pháo 152mm                     | 1300         | Nguồn khác: 1007                     |
| D-20                            |              | Liên Xô      | Lựu pháo 152mm                 | 1700         |                                      |
| М-46                            |              | Liên Xô      | Pháo 130mm                     | 1400         | Nguồn khác: 1175                     |
| D-30                            |              | Liên Xô      | Lựu pháo 122mm                 | 5200         | Nguồn khác: 4379                     |
| М-30                            |              | Liên Xô      | Pháo 122mm                     | 1200         |                                      |
| BS-3                            |              | Liên Xô      | Pháo 100mm                     | Không rõ     |                                      |
| Pháo cối                        |              |              |                                |              |                                      |
| М-240                           |              | Liên Xô      | Pháo cối 240mm                 | 180          |                                      |
| PM-38                           |              | Liên Xô      | Pháo cối 120mm                 | Không rõ     |                                      |
| 2S12                            |              | Liên Xô      | Cối 120mm                      | Không rõ     |                                      |
| 2B14                            |              | Liên Xô      | Cối 82mm                       | Không rõ     |                                      |
| 2B9                             |              | Liên Xô      | Cối 82mm                       | Không rõ     | Là một phần của tổ hợp di động 2K21. |
| Pháo phản lực                   |              |              |                                |              |                                      |
| 9К51 "Grad"                     |              | Liên Xô      | Pháo phản lực 122mm            | 3800         |                                      |
| 9К55 "Grad-1"                   |              | Liên Xô      | Pháo phản lực 122mm            | 3800         |                                      |
| 9К57 "Ураган"                   |              | Liên Xô      | Pháo phản lực 220mm            | 1100         |                                      |
| 9К58 "Smerch"                   |              | Liên Xô      | Pháo phản lực 300mm            | 144          |                                      |
| Hệ thống tên lửa chiến thuật    |              |              |                                |              |                                      |
| 9K79 "Tochka" 9К79-1 "Tochka-U" |              | Liên Xô      | Tên lửa chiến thuật            | Không rõ     |                                      |
| 9К72 "Elbrus"                   |              | Liên Xô      | Tên lửa tác chiến- chiến thuật | Khoảng 650   |                                      |

## Phương tiện trinh sát và chỉ huy
| Tên                  | Hình ảnh | Xuất xứ | Loại                                | Số lượng | Chú thích |
| -------------------- | -------- | ------- | ----------------------------------- | -------- | --------- |
| BRМ-1K               |          | Liên Xô | Xe trinh sát bọc thép               | ~1800    |           |
| BRDM-2               |          | Liên Xô | Xe trinh sát bọc thép               | ~6400    |           |
| PRP-3                |          | Liên Xô | Trạm trinh sát pháo binh tự hành    | Không rõ |           |
| PRP-4                |          | Liên Xô | Trạm trinh sát pháo binh tự hành    | Không rõ |           |
| 1В18                 |          | Liên Xô | Xe chỉ huy pháo binh                | Không rõ |           |
| 1В19                 |          | Liên Xô | Xe chỉ huy pháo binh                | Không rõ |           |
| PU-12                |          | Liên Xô | Trạm điều khiển hỏa lực phòng không | Không rõ |           |
| 9S44 "Краб" К-1      |          | Liên Xô | Trạm điều khiển hỏa lực phòng không | Không rõ |           |
| 9S52 "Polyana-D4"    |          | Liên Xô | Trạm điều khiển hỏa lực phòng không | Không rõ |           |
| 9S468M1 "Polyana-D1" |          | Liên Xô | Trạm điều khiển hỏa lực phòng không | Không rõ |           |
| 9S737 "Ранжир"       |          | Liên Xô | Trạm điều khiển hỏa lực phòng không | Không rõ |           |
| Poplar-1             |          | Liên Xô | Radar phòng không                   | Không rõ |           |
| Poplar-2             |          | Liên Xô | Radar phòng không                   | Không rõ |           |
| Мост-2               |          | Liên Xô | Radar phòng không                   | Không rõ |           |
| 1L13 "Sky-SV"        |          | Liên Xô | Radar phòng không                   | Không rõ |           |

## Vũ khí chống tăng
| Tên                                 | Hình ảnh | Xuất xứ | Loại                                       | Số lượng | Chú thích |
| Xe tăng                             | Xe tăng  | Xe tăng | Xe tăng                                    | Xe tăng  | Xe tăng   |
| ----------------------------------- | -------- | ------- | ------------------------------------------ | -------- | --------- |
| IТ-1                                |          | Liên Xô | Xe tăng tên lửa                            | 220      |           |
| Hệ thống tên lửa chống tăng tự hành |          |         |                                            |          |           |
| 2P27 "Bumblebee"                    |          | Liên Xô | Hệ thống tên lửa chống tăng tự hành 136-mm | 11000    |           |
| 2P32 "Phalanx"                      |          | Liên Xô | Hệ thống tên lửa chống tăng tự hành 140-mm | 11000    |           |
| 9P110 "Baby"                        |          | Liên Xô | Hệ thống tên lửa chống tăng tự hành 125-mm | 11000    |           |
| 9P122 "Baby"                        |          | Liên Xô | Hệ thống tên lửa chống tăng tự hành 125-mm | 11000    |           |
| 9P133 "Baby"                        |          | Liên Xô | Hệ thống tên lửa chống tăng tự hành 125-mm | 11000    |           |
| 9P148 "Конкурс"                     |          | Liên Xô | Hệ thống tên lửa chống tăng tự hành 135-mm | 11000    |           |
| 9P149 "Shturm-S"                    |          | Liên Xô | Hệ thống tên lửa chống tăng tự hành 130-mm | 11000    |           |
| Tên lửa chống tăng                  |          |         |                                            |          |           |
| 9К11 "Baby"                         |          | Liên Xô | Tên lửa chống tăng 125-мм                  | Không rõ |           |
| 9K111 "Bassoon"                     |          | Liên Xô | Tên lửa chống tăng 120/135-мм              | Không rõ |           |
| Pháo chống tăng                     |          |         |                                            |          |           |
| MT-12 "Rapier"                      |          | Liên Xô | Súng chống tăng 100-mm                     | 700      |           |
| SD-44                               |          | Liên Xô | Pháo chống tăng tự hành 85-mm              | Không rõ |           |
| Súng phóng lựu và tên lửa vác vai   |          |         |                                            |          |           |
| RPG-7                               |          | Liên Xô | Súng phóng lựu chống tăng vác vai          | Không rõ |           |
| RPG-18                              |          | Liên Xô | Tên lửa chống tăng                         | Không rõ |           |
| RPG-26                              |          | Liên Xô | Tên lửa chống tăng                         | Không rõ |           |

## Vũ khí cá nhân
| Tên               | Hình ảnh | Xuất xứ | Loại                   | Số lượng | Chú thích |
| ----------------- | -------- | ------- | ---------------------- | -------- | --------- |
| Stechkin APS      |          | Liên Xô | Súng lục               | Không rõ |           |
| Súng ngắn Makarov |          | Liên Xô | Súng lục               | Không rõ |           |
| AKM               |          | Liên Xô | Súng trường tấn công   | Không rõ |           |
| AK-74             |          | Liên Xô | Súng trường tấn công   | Không rõ |           |
| PK (súng máy)     |          | Liên Xô | Súng máy đa chức năng  | Không rõ |           |
| RPK               |          | Liên Xô | Súng máy hạng nhẹ      | Không rõ |           |
| RPK-74            |          | Liên Xô | Súng máy hạng nhẹ      | Không rõ |           |
| Dragunov SVD      |          | Liên Xô | Súng bắn tỉa           | Không rõ |           |
| AGS-17            |          | Liên Xô | Súng phóng lựu tự động | Không rõ |           |
| NSV               |          | Liên Xô | Súng máy hạng nặng     | Không rõ |           |

## Trang bị của lực lượng phòng không
| Tên                          | Hình ảnh                     | Xuất xứ                      | Loại                         | Số lượng                     | Chú thích                    |
| Hệ thống tên lửa phòng không | Hệ thống tên lửa phòng không | Hệ thống tên lửa phòng không | Hệ thống tên lửa phòng không | Hệ thống tên lửa phòng không | Hệ thống tên lửa phòng không |
| ---------------------------- | ---------------------------- | ---------------------------- | ---------------------------- | ---------------------------- | ---------------------------- |
| S-300V                       |                              | Liên Xô                      | Hệ thống tên lửa phòng không | 70                           |                              |
| 2K11 Krug                    |                              | Liên Xô                      | Hệ thống tên lửa phòng không | 1350                         |                              |
| 9К37 "Buk"                   |                              | Liên Xô                      | Hệ thống tên lửa phòng không | 300                          |                              |
| 2K12 Kub                     |                              | Liên Xô                      | Hệ thống tên lửa phòng không | 850                          |                              |
| 9K33 Osa                     |                              | Liên Xô                      | Hệ thống tên lửa phòng không | 950                          |                              |
| 9К330 "Tor" 9К331 "Тор-1"    |                              | Liên Xô                      | Hệ thống tên lửa phòng không | 20 9K330                     |                              |
| 9K22 Tunguska                |                              | Liên Xô                      | Hệ thống tên lửa phòng không | 130                          |                              |
| 9K31 "Strela-1"              |                              | Liên Xô                      | Hệ thống tên lửa phòng không | 430                          |                              |
| 9K35 "Strela-10"             |                              | Liên Xô                      | Hệ thống tên lửa phòng không | 860                          |                              |
| Pháo cao xạ phòng không      |                              |                              |                              |                              |                              |
| ZSU-23-4 Shilka              |                              | Liên Xô                      | Pháo cao xạ tự hành          | ~2400                        |                              |
| ZU-23-2                      |                              | Liên Xô                      | Pháo cao xạ phòng không      | Không rõ                     |                              |
| S-60                         |                              | Liên Xô                      | Pháo cao xạ phòng không      | Không rõ                     |                              |

## Trang bị của lực lượng công binh
| Tên                              | Hình ảnh                         | Xuất xứ                          | Loại                             | Số lượng                         | Chú thích                        |
| Phương tiện vượt chướng ngại vật | Phương tiện vượt chướng ngại vật | Phương tiện vượt chướng ngại vật | Phương tiện vượt chướng ngại vật | Phương tiện vượt chướng ngại vật | Phương tiện vượt chướng ngại vật |
| -------------------------------- | -------------------------------- | -------------------------------- | -------------------------------- | -------------------------------- | -------------------------------- |
| MTU-20                           |                                  | Liên Xô                          | Cầu cơ giới tự hành              | Không rõ                         |                                  |
| MTU-55                           |                                  | Liên Xô                          | Cầu cơ giới tự hành              | Không rõ                         |                                  |
| PMP                              |                                  | Liên Xô                          | Cầu phao                         | Không rõ                         |                                  |
| PPS-84                           |                                  | Liên Xô                          | Cầu phao                         | Không rõ                         |                                  |
| TMM                              |                                  | Liên Xô                          | Cầu cơ giới hạng nặng            | Không rõ                         |                                  |
| PTS                              |                                  | Liên Xô                          | Xe vận tải lội nước bánh xích    | Không rõ                         |                                  |
| PTS-2                            |                                  | Liên Xô                          | Xe vận tải lội nước bánh xích    | Không rõ                         |                                  |
| К-61                             |                                  | Liên Xô                          | Xe vận tải lội nước có bánh xích | Không rõ                         |                                  |
| GSP                              |                                  | Liên Xô                          | Phà tự hành                      | Không rõ                         |                                  |
| Phương tiện rà phá bom mìn       |                                  |                                  |                                  |                                  |                                  |
| UR-67                            |                                  | Liên Xô                          | Phương tiện rà phá bom mìn       | Không rõ                         |                                  |
| UR-77                            |                                  | Liên Xô                          | Phương tiện rà phá bom mìn       | Không rõ                         |                                  |
| BTU-55                           |                                  | Liên Xô                          | Xe ủi đất                        | Không rõ                         |                                  |
| IMR                              |                                  | Liên Xô                          | Xe công binh kỹ thuật            | Không rõ                         |                                  |
| IMR-2                            |                                  | Liên Xô                          | Xe công binh kỹ thuật            | hôngr rõ                         |                                  |
| BАТ-М                            |                                  | Liên Xô                          | Xe công binh kỹ thuật            | Không rõ                         |                                  |
| BAТ-2                            |                                  | Liên Xô                          | Xe công binh kỹ thuật            | Không rõ                         |                                  |
| КМТ-5                            |                                  | Liên Xô                          | Máy quét mìn                     | Không rõ                         |                                  |
| КМТ-6                            |                                  | Liên Xô                          | Máy quét mìn                     | Không rõ                         |                                  |
| Máy đào hào và phá mìn           |                                  |                                  |                                  |                                  |                                  |
| PMZ-4                            |                                  | Liên Xô                          | Máy phá mìn tự hành              | Không rõ                         |                                  |
| GMZ GMZ-2 GMZ-3                  |                                  | Liên Xô                          | Máy đào hào tự hành              | Không rõ                         |                                  |
| PZM-2                            |                                  | Liên Xô                          | Máy đào hào                      | Không rõ                         |                                  |
| BТМ-3                            |                                  | Liên Xô                          | Máy đào hào                      | Không rõ                         |                                  |
| MDК-2                            |                                  | Liên Xô                          | Máy đào hào quay                 | Không rõ                         |                                  |
| МDК-3                            |                                  | Liên Xô                          | Máy đào hào quay                 | Không rõ                         |                                  |
| 8Т210                            |                                  | Liên Xô                          | Xe tải cần trục                  | Không rõ                         |                                  |
| EOV-4421                         |                                  | Liên Xô                          | Máy xúc quân đội                 | Không rõ                         |                                  |
| Xe trinh sát công binh           |                                  |                                  |                                  |                                  |                                  |
| Ypres                            |                                  | Liên Xô                          | Xe trinh sát công binh lội nước  | Không rõ                         |                                  |
| Beetle                           |                                  | Liên Xô                          | Xe trinh sát công binh           | Không rõ                         |                                  |
| Phương tiện khác                 |                                  |                                  |                                  |                                  |                                  |
| МAFS-3                           |                                  | Liên Xô                          | Trạm lọc tự động                 | Không rõ                         |                                  |

## Trang bị của lực lượng hậu cần
| Tên           | Hình ảnh | Xuất xứ | Loại                                | Số lượng | Chú thích |
| ------------- | -------- | ------- | ----------------------------------- | -------- | --------- |
| МТP-1         |          | Liên Xô | Xe hỗ trợ kỹ thuật                  | Không rõ |           |
| МТP-2         |          | Liên Xô | Xe hỗ trợ kỹ thuật                  | Không rõ |           |
| BREM-1        |          | Liên Xô | Xe cứu kéo bọc thép                 | Không rõ |           |
| BREM-2        |          | Liên Xô | Xe cứu kéo bọc thép                 | Không rõ |           |
| КAMАZ-4310    |          | Liên Xô | Xe tải                              | Không rõ |           |
| Ural-4320     |          | Liên Xô | Xe tải                              | Không rõ |           |
| KrAZ-250      |          | Liên Xô | Xe tải                              | Không rõ |           |
| KrAZ-255      |          | Liên Xô | Xe tải                              | Không rõ |           |
| KrAZ-257      |          | Liên Xô | Xe tải                              | Không rõ |           |
| KrAZ-260      |          | Liên Xô | Xe tải                              | Không rõ |           |
| UAZ-452       |          | Liên Xô | Xe khách chở quân vượt mọi địa hình | Không rõ |           |
| UAZ-469       |          | Liên Xô | Xe vượt mọi địa hình                | Không rõ |           |
| ZIL-130       |          | Liên Xô | Xe tải                              | Không rõ |           |
| ZIL-131       |          | Liên Xô | Xe tải                              | Không rõ |           |
| ZIL-135       |          | Liên Xô | Xe tải                              | Không rõ |           |
| ZIL-157       |          | Liên Xô | Xe tải                              | Không rõ |           |
| GAZ-52 GAZ-53 |          | Liên Xô | Xe tải                              | Không rõ |           |
| MAZ-500       |          | Liên Xô | Xe tải                              | Không rõ |           |

## Trang bị của lực lượng thông tin liên lạc
| Tên             | Hình ảnh | Xuất xứ | Loại                                                      | Số lượng | Chú thích                   |
| --------------- | -------- | ------- | --------------------------------------------------------- | -------- | --------------------------- |
| BMP-1KSh        |          | Liên Xô | Xe chỉ huy                                                | Không rõ |                             |
| BRDM-5          |          | Liên Xô | Xe chỉ huy                                                | Không rõ |                             |
| BTR-50PU        |          | Liên Xô | Xe chỉ huy                                                | Không rõ |                             |
| R-2AM           |          | Liên Xô | Trạm phát thanh liên lạc                                  | Không rõ |                             |
| R-140BM         |          | Liên Xô | Trạm phát thanh liên lạc                                  | Không rõ |                             |
| R-145BM         |          | Liên Xô | Xe chỉ huy                                                | Không rõ |                             |
| R-156BM         |          | Liên Xô | Trạm phát thanh liên lạc                                  | Không rõ |                             |
| R-156BTR        |          | Liên Xô | Trạm phát thanh liên lạc                                  | Không rõ |                             |
| Р-142           |          | Liên Xô | Xe chỉ huy                                                | Không rõ |                             |
| Р-148           |          | Liên Xô | Trạm phát thanh VHF di động                               | Không rõ |                             |
| R-146A          |          | Liên Xô | Trung tâm liên lạc đường trường.                          | Không rõ |                             |
| R-238BT         |          | Liên Xô | Trạm phát thanh liên lạc                                  | Không rõ |                             |
| R-240BТ         |          | Liên Xô | Trạm phát thanh liên lạc                                  | Không rõ |                             |
| R-241BТ         |          | Liên Xô | Trạm phát thanh liên lạc                                  | Không rõ |                             |
| R-409BМ         |          | Liên Xô | Trạm phát thanh liên lạc                                  | Không rõ |                             |
| Тopaz           |          | Liên Xô | Hệ thống niêm phong đường dây thông tin liên lạc hợp nhất | Không rõ |                             |
| Т-206-3М        |          | Liên Xô | Thiết bị bí mật                                           | Không rõ |                             |
| Р-410           |          | Liên Xô | Trạm liên lạc đối lưu                                     | Không rõ |                             |
| Р-412           |          | Liên Xô | Trạm liên lạc đối lưu                                     | Không rõ |                             |
| Р-440 "Кристал" |          | Liên Xô | Trạm liên lạc vệ tinh                                     | Không rõ |                             |
| P-225           |          | Liên Xô | Trạm điện thoại                                           | Không rõ |                             |
| P-240           |          | Liên Xô | Trạm phức hợp liên lạc.                                   | Không rõ |                             |
| P-241           |          | Liên Xô | Trạm phức hợp liên lạc.                                   | Không rõ |                             |
| P-234           |          | Liên Xô | Thiết bị liên lạc đường dài                               | Không rõ |                             |
| P-255           |          | Liên Xô | Thiết bị liên lạc đường dài                               | Không rõ |                             |
| P-257           |          | Liên Xô | Thiết bị liên lạc đường dài                               | Không rõ |                             |
| P-242           |          | Liên Xô | Phòng chỉ huy liên lạc bí mật                             | Không rõ |                             |
| P-244           |          | Liên Xô | Phòng chỉ huy liên lạc bí mật                             | Không rõ |                             |
| P-299           |          | Liên Xô | Trạm bưu điện chuyển phát nhanh                           | Không rõ |                             |
| Р-161           |          | Liên Xô | Tổ hợp đài phát thanh tự hành                             | Không rõ |                             |
| Р-417           |          | Liên Xô | Trạm liên lạc đối lưu                                     | Không rõ |                             |
| Р-423           |          | Liên Xô | Trạm liên lạc đối lưu                                     | Không rõ |                             |
| Р-414           |          | Liên Xô | Trạm liên lạc tiếp sóng vô tuyến                          | Không rõ |                             |
| Р-415           |          | Liên Xô | Trạm liên lạc tiếp sóng vô tuyến                          | Không rõ |                             |
| Р-416           |          | Liên Xô | Trạm liên lạc tiếp sóng vô tuyến                          | Không rõ |                             |
| Р-419           |          | Liên Xô | Trạm liên lạc tiếp sóng vô tuyến                          | Không rõ |                             |
| Т-208           |          | Liên Xô | Thiết bị điện báo đặc biệt                                | Không rõ |                             |
| Т-226DM         |          | Liên Xô | Thiết bị thông tin mã hóa viễn thông                      | Không rõ |                             |
| Интерьер        |          | Liên Xô | Thiết bị hợp nhất đặc biệt để nén xung các loại thông tin | Không rõ |                             |
| Т-225           |          | Liên Xô | Thiết bị phân loại thông tin                              | Không rõ |                             |
| Т-230           |          | Liên Xô | Thiết bị phân loại thông tin                              | Không rõ |                             |
| E-351BR         |          | Liên Xô | Trạm phát điện di động                                    | Không rõ | Trên khung gầm xe BTR-60PB. |

## Trang bị của lực lượng hóa học
| Tên              | Hình ảnh | Xuất xứ | Loại                                                  | Số lượng | Chú thích                                |
| ---------------- | -------- | ------- | ----------------------------------------------------- | -------- | ---------------------------------------- |
| DDA-66           |          | Liên Xô | Vòi phun khử trùng                                    | Không rõ | Trên khung gầm xe GAZ-66 và ZIL-130      |
| AGS-3M           |          | Liên Xô | Trạm khử khí tự động                                  | Không rõ | Trên khung ZIL-130 và ZIL-157            |
| 8Т311М           |          | Liên Xô | Máy giặt và trung hòa                                 | Không rõ | Trên khung ZIL-131                       |
| PRHKhM-1         |          | Liên Xô | Xưởng hóa chất bức xạ di động                         | Không rõ | Trên khung GAZ-66 và ZIL-130             |
| PRHKhM-3         |          | Liên Xô | Xưởng hóa chất bức xạ di động                         | Không rõ | Trên khung GAZ-66 và ZIL-130             |
| DUK-1            |          | Liên Xô | Bộ khử trùng phổ quát                                 | Không rõ | НTrên khung gầm GAZ-52, GAZ-53 và GAZ-66 |
| АРС-14К          |          | Liên Xô | Trạm cấp xăng dầu                                     | Không rõ | Trên khung xe KamAZ-4310                 |
| TDA-2K           |          | Liên Xô | Máy tạo khói                                          | Không rõ | Trên khung xe KamAZ-4310                 |
| TDA-M            |          | Liên Xô | Máy tạo khói                                          | Không rõ | Trên khung GAZ-66                        |
| UAZ-469RHB       |          | Liên Xô | Xe trinh sát                                          | Không rõ |                                          |
| К-611            |          | Liên Xô | Trạm giám sát trong điều kiện sử dụng vũ khí hạt nhân | Không rõ |                                          |
| RХМ              |          | Liên Xô | Xe trinh sát phóng xạ-hóa học                         | Không rõ |                                          |
| BRDM-2RHB        |          | Liên Xô | Xe trinh sát RCB                                      | Không rõ |                                          |
| РХМ-4            |          | Liên Xô | Xe trinh sát RCB                                      | Không rõ |                                          |
| Mi-24R           |          | Liên Xô | Trực thăng trinh sát RCB                              | Không rõ |                                          |
| TOS-1 "Buratino" |          | Liên Xô | Pháo phản lực phun lửa                                | Không rõ |                                          |
| RPO Shmel        |          | Liên Xô | Tên lửa nhiệt áp                                      | Không rõ |                                          |

## Lực lượng không quân
| Tên       | Hình ảnh | Xuất xứ | Loại                       | Số lượng  | Chú thích |
| --------- | -------- | ------- | -------------------------- | --------- | --------- |
| Мi-6      |          | Liên Xô | Trực thăng vận tải quân sự | 450       |           |
| Мi-8 Мi-9 |          | Liên Xô | Trực thăng vận tải quân sự | 1620 Mi-8 |           |
| Мi-24     |          | Liên Xô | Trực thăng tấn công        | 1420      |           |
| Тu-141    |          | Liên Xô | Máy bay không người lái    | Không rõ  |           |
| Тu-143    |          | Liên Xô | Máy bay không người lái    | Không rõ  |           |
| LA-17R    |          | Liên Xô | Máy bay không người lái    | Không rõ  |           |

## Tác phẩm
- Lực lượng vũ trang của Liên Xô sau Thế chiến II: từ Hồng quân đến Liên Xô. Phần 1: Lực lượng mặt đất. Đại học Tomsk. 2013. ISBN 978-5-89503-530-6. {{Chú thích sách}}: |tên= thiếu |tên= (trợ giúp)Quản lý CS1: nhiều tên: danh sách tác giả (liên kết)
- Quân đội Liên Xô: Quân đội, Tổ chức và Trang bị. Sổ tay hiện trường Số 100-2-3 (PDF). Washington. 1991. tr. 456. Bản gốc (PDF) lưu trữ ngày 5 tháng 1 năm 2018. Truy cập ngày 3 tháng 3 năm 2021.
- Lực lượng mặt đất của Liên Xô trong cuối năm của Liên Xô. 2001. {{Chú thích sách}}: |ngày truy cập= cần |url= (trợ giúp); |tên= thiếu |tên= (trợ giúp); Kiểm tra giá trị ngày tháng trong: |ngày truy cập= (trợ giúp)Quản lý CS1: nhiều tên: danh sách tác giả (liên kết)